# الاعتراف الدولي بدولة فلسطين

دولة فلسطين
البلدان المعترفة بدولة فلسطين
البلدان المُعلِنة عن اعترافها القريب بدولة فلسطين
البلدان المُعلِنة عن اعترافها القريب والمشروط بدولة فلسطين
البلدان غير المعترفة بدولة فلسطين

كان الاعتِرَافُ الدّوَلِيّ بدولةِ فلسطِين هَدفاً لمُنظّمةِ التَّحريرِ الفلسطِينيَّة منذُ إعلانِ الاستقلالِ الفلسطِينيّ في 15 نوفمبر 1988م في الجزائر في جَلسةٍ استثنائيَّة في المنفى للمجلِس الوطنيّ الفلسطِينيّ. وسُرعان ما اعترف عديدٌ من الدول بالدولة الفلسطِينيَّة، وبحلولِ نهاية العام، اُعترف بالدولة الفلسطِينيَّة من قِبَل 78 دولة. في فبراير 1989م، في محاولةٍ لحلِّ النِّزاعِ الإسرائيليِّ الفلسطِينيِّ المُستمِر، أسَّسَت اتفاقية أوسلو الموقَّعة بين إسرائيل ومنظَّمةِ التَّحرير الفلسطِينيّة في سبتمبر 1993م السلطة الفلسطينية كإدارةٍ مؤقَّتةٍ للحُكم الذاتيّ في الأراضيّ الفلسطينيَّة. فلسطين كدولة غير معترف بها من قِبَل إسرائيل وعديدٍ من بلدانِ والاتحاد الأوروبي وأستراليا، مع أن هذه أغلب هذه الدول تدعم عمومًا حلّ الدّولتين للصراع الإسرائيليّ الفلسطينيّ، وتؤكد على أن إقامة هذه الدولة لا يمكن تحقيقه إلا من خلال المفاوضات المباشرة بين إسرائيل والسُّلطة الفلسطينيَّة. العديد من البلدان غير المعترفة بدولة فلسطين تعترف مع ذلك بأن منظمة التحرير الفلسطينية هي «ممثل الشَّعب الفلسطِينيّ».
اعتبارًا من أغسطس 2025، اُعترف بـدولة فلسطين كدولة ذات سيادة من قبل 147 دولة من أصل 193 دولة عضو في الأمم المتحدة، أو ما يزيد قليلاً عن 75٪ من جميع أعضاء الأمم المتحدة. وقد كانت دولة مراقبة غير عضو في الجمعية العامة للأمم المتحدة منذ نوفمبر 2012. يرجع هذا الوضع المحدود إلى حد كبير إلى حقيقة أن الولايات المتحدة عضوٌ دائم في مجلس الأمن التابع للأمم المتحدة فتتمتع بـحق النقض (الفيتو)؛ فقد استخدمت حق النقض باستمرار أو هددت بذلك لمنع العضوية الكاملة لفلسطين في الأمم المتحدة.
بين مجموعة العشرين، عشر دول (الأرجنتين، البرازيل، الصين، الهند، إندونيسيا، المكسيك، روسيا، السعودية، جنوب إفريقيا، تركيا) اعترفت بفلسطين كدولة، بينما تسع دول (أستراليا، كندا، فرنسا، ألمانيا، إيطاليا، اليابان، كوريا الجنوبية، المملكة المتحدة، الولايات المتحدة) لم تعترف بها كدولة. بينما أعلنت فرنسا عن نيتها بالاعتراف بالدولة الفلسطينية بحلول سبتمبر 2025م، وكما أعلنت المملكة المتحدة وكندا نيتها المبدئية بالاعتراف بالدولة الفلسطينية بحلول سبتمبر 2025م حين استفياء شروط معينة. مع أن هذه الدول عمومًا تدعم شكلًا من أشكالِ حلّ الدَّولتين للصراع، إلا أنها تتَّخذ موقفًا مفاده أنَّ اعترافها بالدَّولة الفلسطينيَّة مشروط بالمفاوضات المباشرة بين إسرائيل والسُّلطة الفلسطِينيَّة.

## خلفية
في 22 نوفمبر 1974، أقرَّ قرار الجمعية العامة للأمم المتحدة رقم 3236 بحقّ الشَّعبِ الفلسطِينيّ في تقرير المصير والاستقلال الوطني والسيادة في فلسطين. كما اُعترف بمنظمة التَّحريرِ كمُمثّلٍ شَرعِيّ وَحيدٍ للشَّعبِ الفَلسطِينيّ وَمنحِها مركز مُراقب في الأُمَم المُتَّحِدَة. تبنَّت الأمم المتحدة تسمية «فلسطين» لمنظمة التحرير الفلسطينية في عام 1988م اعترافاً بإعلان الاستقلال الفلسطيني، لكن الدولة المعلنة لا تتمتع بعد بوضعٍ رسميّ داخل النظام.
بعد وقتٍ قصيرٍ من إعلان عام 1988م، اُعترف بدولة فلسطين من قبل عديدٍ من الدول النامية في إفريقيا وآسيا، والدول الشيوعية وغير المنحازة. ومع ذلك، استخدمت الولايات المتحدة في ذلك الوقت قانون المساعدة الخارجية وغيرها من التدابير لثني البلدان الأخرى والمنظمات الدولية عن منح الاعتراف. رغم نجاح هذه الإجراءات في عديدٍ من الحالات، أصدرت جامعة الدول العربية ومنظمة المؤتمر الإسلامي على الفور إعلانات اعتراف ودعم وتضامن مع فلسطين، والتي قُبِلت كدولة عضو في كلا المحفلين. في فبراير 1989م، أقرَّ مُمثّل مُنظمة التحرير الفلسطينيَّة في مجلس الأمن التابع للأمم المتحدة بأنَّ 94 دولة قد اعترفت بالدولة الفلسطينية الجديدة. وفي وقتٍ لاحق، حاولت أن تصبح عضواً في عديدٍ من وكالات الأمم المتحدة، لكن جهودها أُحبطت بسبب التهديدات الأمريكية لحجب الأموال عن أي منظمة تعترف بفلسطين. على سبيل المثال، في أبريل من العام نفسه تقدمت منظمة التحرير الفلسطينية بطلب للحصول على عضوية منظمة الصحة العالمية، وهو طلب لم ينجح بعد أن أبلغت الولايات المتحدة المنظمة بأنها ستسحب تمويلها إذا قُبلت فلسطين. في مايو، قدَّمت مجموعة من أعضاء منظمة المؤتمر الإسلامي إلى اليونسكو طلبًا للعضوية نيابةً عن فلسطين، أُدرجت فيه ما مجموعه 91 دولة اعترفت بدولة فلسطين.

في يونيو 1989م، قدَّمت منظمة التحرير الفلسطينية خطابات انضمام إلى اتفاقيات جنيف لعام 1949م إلى حكومة سويسرا. ومع ذلك، فإن سويسرا، بوصفها الدولة الوديعة، قررت أنه بالنظر إلى أن مسألة إقامة الدولة الفلسطينية لم تُسوَّى داخل المجتمع الدولي، فإنها بالتالي غير قادرة على تحديد ما إذا كانت الرسالة تشكل صكًّا صالحًا للانضمام.
وبالنظر إلى [عدم التيقن] داخل المجتمع الدولي بشأن وجود دولة فلسطين أو عدم وجودها، وما دامت المسألة لم تُسوَّى في إطار مناسب، فإن الحكومة السويسرية، بوصفها الوديع لاتفاقيات جنيف وبروتوكوليها الإضافيين، ليست في وضع يمكنها من أن تقرر ما إذا كان هذا البلاغ يمكن اعتباره وسيلة للانضمام بالمعنى الوارد في الأحكام ذات الصلة من الاتفاقيات وبروتوكولاتها الإضافية.
وبالتالي، في نوفمبر 1989م، اقترحت جامعة الدول العربية قرارًا من الجمعية العامة بالاعتراف رسميًا بمنظمة التحرير الفلسطينية كحكومة لدولة فلسطينية مستقلة. غير أن المشروع تُخلي عنه عندما هددت الولايات المتحدة مرة أخرى بوقف تمويلها للأمم المتحدة في حالة إجراء التصويت. وافقت الدول العربية على عدم دفع القرار، لكنها طالبت بأن تتعهد الولايات المتحدة بعدم إعادة تهديد الأمم المتحدة بالعقوبات المالية.
كثير من التصريحات الأولى للاعتراف بدولة فلسطين قد وصفت بأنها غامضة. علاوة على ذلك، فإن تردد الآخرين لا يعني بالضرورة أن هذه الدول لم تعتبر فلسطين دولة. وبدى أن هذا قد خلق بعض الارتباك حول عدد الدول التي اعترفت رسميًا بالدولة المعلنة في عام 1988. غالباً ما تكون الأرقام التي أُبلِغ عنها في الماضي متناقضة، وغالباً ما يُنظر إلى الأرقام التي تصل إلى 130. وفي يوليو 2011، وفي مقابلة مع صحيفة هآرتس، ادَّعى السفير الفلسطيني لدى الأمم المتحدة، رياض منصور أنَّ 122 دولة قد قدمت حتى الآن اعترافا رسميًا. في نهاية الشهر، نشرت منظمة التحرير الفلسطينية ورقة حول لماذا يجب على الحكومات في جميع أنحاء العالم الاعتراف بدولة فلسطين وأوردت أسماء 122 دولة اعترفت بها مسبقًا. في نهاية سبتمبر من العام نفسه، ادّعى منصور أن هذا الرقم بلغ 139.

## الموقف الإسرائيلي
بين نهاية حرب الأيام الستة واتفاقات أوسلو، لم تقترح أي حكومة إسرائيلية إقامة دولة فلسطينية. حتى بعد إنشاء السلطة الوطنية الفلسطينية في عام 1994، اعترض معظم السياسيين الإسرائيليين على هذه الفكرة. أثناء حكومة رئيس الوزراء بنيامين نتانياهو في الفترة من 1996 إلى 1999، ذهب إلى حد اتهام الحكومتين السابقتين لرابين وبيريز بالاقتراب من تحقيق ما ادعى أنه «خطر» دولة فلسطينية، وذكر أن هدفه الرئيسي في السياسة العامة هو ضمان ألا تتطور السلطة الفلسطينية إلى ما بعد الحكم الذاتي.
في نوفمبر 2001، كان أرئيل شارون أول رئيس وزراء إسرائيلي يعلن أن قيام دولة فلسطينية هو الحل للصراع وهدف إدارته. الحكومة التي تزعمها إيهود أولمرت كررت نفس الهدف. بعد تنصيب حكومة نتنياهو الحالية في عام 2009، ادعت الحكومة مرة أخرى أن قيام دولة فلسطينية يشكل خطراً على إسرائيل. ومع ذلك، تغير موقف الحكومة نتيجة للضغط من إدارة أوباما، وفي 14 يونيو 2009، ألقى نتنياهو لأول مرة خطابًا أيد فيه فكرة إقامة دولة فلسطينية منزوعة السلاح ودولة منخفضة من الناحية الإقليمية. وقوبل هذا الموقف ببعض النقد لعدم التزامه بالأراضي التي سيتم التنازل عنها للدولة الفلسطينية في المستقبل.
وقد قبلت الحكومة الإسرائيلية عمومًا فكرة إنشاء دولة فلسطينية، ولكنها رفضت قبول حدود 1967 إما بأنها إجبارية أو أساسًا لإجراء مفاوضات نهائية على الحدود، بسبب الشواغل الأمنية. ويقول الخبراء العسكريون الإسرائيليون إن حدود عام 1967 لا يمكن الدفاع عنها من الناحية الإستراتيجية. كما أنها تعارض الخطة الفلسطينية للاقتراب من الجمعية العامة للأمم المتحدة بشأن مسألة إنشاء الدولة، لأنها تدعي أنها لا تفي باتفاق أوسلو الذي اتفق فيه الجانبان على عدم القيام بخطوات من جانب واحد.

## فلسطين في الأمم المتحدة
في 14 أكتوبر 1974، اعترفت الجمعية العامة للأمم المتحدة بمنظمة التحرير الفلسطينية بوصفها ممثل الشعب الفلسطيني ومنحت الحق في المشاركة في مداولات الجمعية العامة بشأن قضية فلسطين في الجلسات العامة.
وفي 22 نوفمبر 1974، مُنحت منظمة التحرير الفلسطينية مركز المراقب من غير الدول، مما أتاح لمنظمة التحرير الفلسطينية المشاركة في جميع دورات الجمعية، وكذلك في منابر الأمم المتحدة الأخرى.
في 15 ديسمبر 1988، أقر قرار الجمعية العامة للأمم المتحدة رقم 43/177 «إعلان الاستقلال الفلسطيني» الصادر في نوفمبر 1988 واستبدال «منظمة التحرير الفلسطينية» باسم «فلسطين» في منظومة الأمم المتحدة.
في 23 سبتمبر 2011، قدم رئيس السلطة الفلسطينية محمود عباس باسم منظمة التحرير الفلسطينية طلبًا لعضوية فلسطين في الأمم المتحدة. في 29 نوفمبر 2012، منحت الجمعية العامة فلسطين مركز دولة غير عضو لها صفة مراقب في قرار الجمعية العامة للأمم المتحدة 67/19.
أقرّت الجمعية العامة للأُمَم المتحدة في يوم 29 نوفمبر 2012 اقتراحًا يغير وضع «كيان» فلسطين إلى «دولة مراقبة غير عضو» بتصويت 138 واعتراض 9، مع امتناع 41 عضوًا عن التصويت.
وفي 17 ديسمبر 2012، قرر رئيس بروتوكول الأمم المتحدة يوتشول يون أن «تستخدم الأمانة اسم دولة فلسطين في جميع وثائق الأمم المتحدة الرسمية».
أقرّت الجمعية العامة للأُمَم المتحدة في يوم 10 مايو 2024 قرار انضمام فلسطين بصفتها دولة في الأمم المتحدة. وفي المقابل، اعترفت 147 دولة من أصل 193 دولة عضو في الأُمم المتحدة بدولة فلسطين دولةً ذات عضوية كاملة في الأمم المتحدة، وذلك اعتبارًا من يونيو 2025م.

### طلب الحصول على عضوية الأمم المتحدة
بعد توقف دام لمدة سنتين في المفاوضات مع إسرائيل، بدأت السلطة الفلسطينية حملة دبلوماسية لكسب الاعتراف بدولة فلسطين على الحدود قبل حرب الستة أيام، وعاصمتها القدس الشرقية. وقد حظيت الجهود التي بدأت في أواخر عام 2009م باهتمام واسع النطاق في سبتمبر 2011م عندما قدم الرئيس محمود عباس طلبًا إلى الأمم المتحدة لقبول فلسطين كدولة عضو. ومن شأن ذلك أن يشكل اعترافًا جماعيًّا بدولة فلسطين، مما سيسمح لحكومتها برفع دعاوى قانونية ضد دول أخرى في المحاكم الدولية.
ولكي تحصل الدولة على العضوية في الجمعية العامة، يجب أن يحظى طلبها بتأييد ثلثي الدول الأعضاء مع توصية مسبقة بقبولها من مجلس الأمن. وهذا يتطلب عدم وجود حق النقض من جانب أي من الأعضاء الدائمين الخمسة في مجلس الأمن. في احتمالية استخدام حق النقض من الولايات المتحدة، ذكر الزعماء الفلسطينيون أنه يمكنهم بدلاً من ذلك أن يختاروا ترقية أكثر محدودية إلى «حالة الدول غير الأعضاء»، التي لا تتطلب سوى أغلبية بسيطة في الجمعية العامة، لكنها توفر للفلسطينيين الاعتراف الذي يرغبون فيه.
وكانت الحملة التي أطلق عليها اسم «فلسطين 194» قد حظيت بدعم رسمي من الجامعة العربية في مايو، وأكدتها منظمة التحرير الفلسطينية رسميًا في 26 يونيو. وقد وصفت الحكومة الإسرائيلية هذا القرار بأنه خطوة انفرادية، بينما ردت الحكومة الفلسطينية بأن من الضروري التغلب على المأزق الحالي. كما شجعت العديد من البلدان الأخرى، مثل ألمانيا وكندا، القرار ودعت إلى العودة السريعة إلى المفاوضات. ومع ذلك، فقد وافق العديد من الآخرين، مثل النرويج وروسيا، على الخطة، كما قال الأمين العام بان كي مون: «لأعضاء الأمم المتحدة الحق في التصويت لصالح أو ضد الاعتراف بالدولة الفلسطينية إلى الأمم المتحدة».

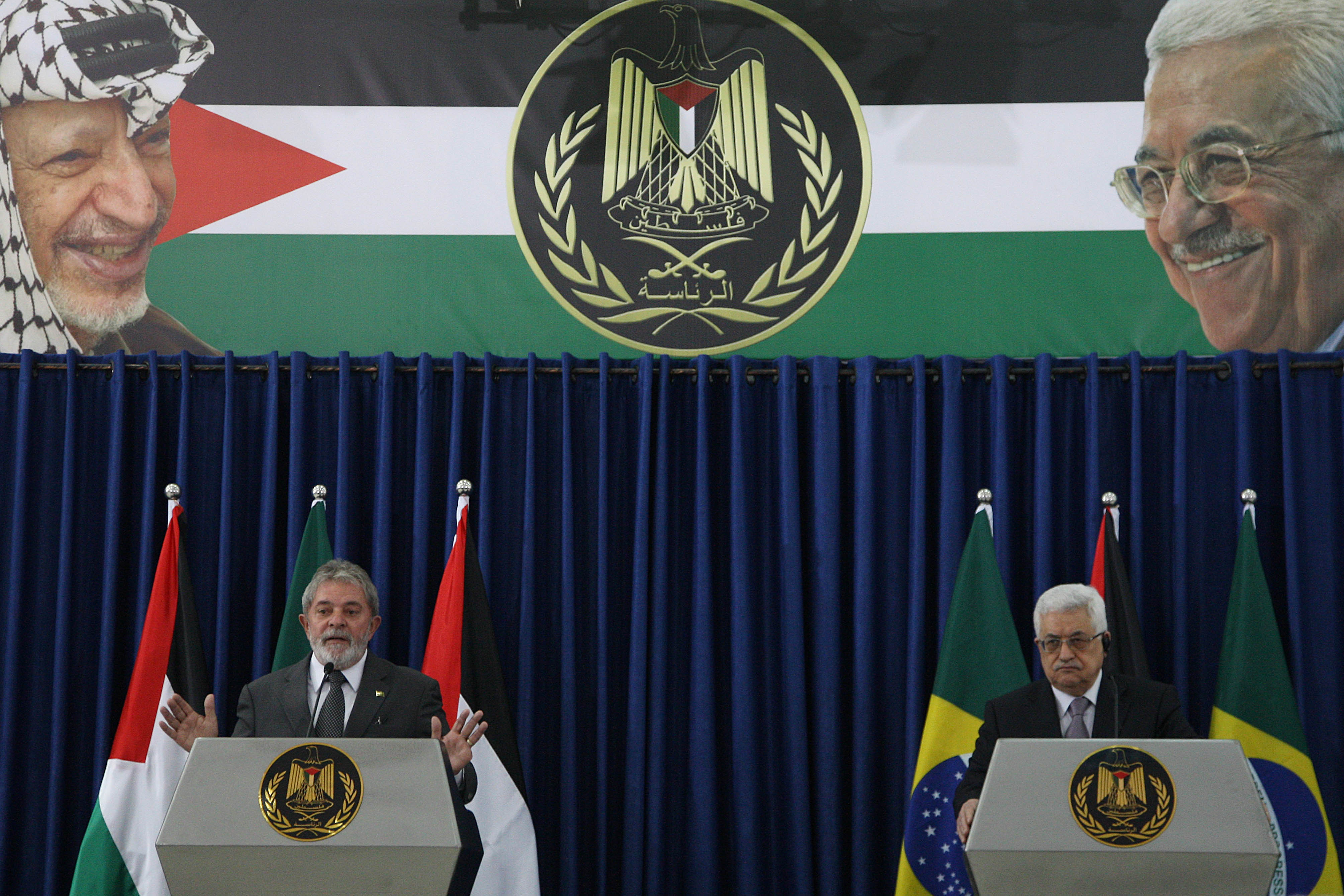
اعترف الرئيس البرازيلي لويس إيناسيو لولا دا سيلفا رسميًا بدولة فلسطين في ديسمبر 2010.

اكتسبت الجهود الدبلوماسية الرامية إلى الحصول على الدعم للعطاء زخمًا بعد سلسلة متعاقبة من التصديقات من أمريكا الجنوبية في مطلع عام 2011م. وقامت وفود رفيعة المستوى بقيادة ياسر عبد ربه، ورياض المالكي، وصائب عريقات، ونبيل شعث، ورياض منصور بزيارة العديد من الدول. تم تكليف السفراء الفلسطينيين، بمساعدة من سفراء دول عربية أخرى، بحشد دعم الحكومات التي اعتمدوا لديها. خلال الفترة التي سبقت التصويت، تعهدت روسيا والصين وإسبانيا بتقديم دعمها للعطاء الفلسطيني، كما تعهدت بذلك منظمات حكومية دولية مثل الاتحاد الإفريقي وحركة عدم الانحياز.
اتخذت إسرائيل إجراءات لمواجهة المبادرة، وأعلنت ألمانيا وإيطاليا وكندا والولايات المتحدة علناً أنها ستصوت ضد القرار. بدأ دبلوماسيون إسرائيليون وأمريكيون حملة للضغط على العديد من الدول لمعارضة أو الامتناع عن التصويت. ومع ذلك، وبسبب «الأغلبية التلقائية» التي يتمتع بها الفلسطينيون في الجمعية العامة، فقد صرحت حكومة نتنياهو بأنها لا تتوقع منع صدور قرار إذا ما مضى. في أغسطس، نقلت هآرتس عن سفير إسرائيل في الأمم المتحدة، رون بروسور، قوله إن إسرائيل لن تكون قادرة على عرقلة قرار في الجمعية العامة بحلول سبتمبر. وكتب بروسور: «إن أقصى ما يمكن أن نأمل في الفوز به هو مجموعة من الدول التي تمتنع عن التصويت أو تتغيب عن التصويت». «قلة من البلدان فقط سيصوتون ضد المبادرة الفلسطينية».
وبدلا من ذلك، ركزت الحكومة الإسرائيلية على الحصول على «الأغلبية الأخلاقية» للقوى الديمقراطية الكبرى، في محاولة للتقليل من وزن الأصوات. وقد أوليت أهمية كبيرة لموقف الاتحاد الأوروبي الذي لم يعلن عنه بعد. وذكرت رئيسة الاتحاد الأوروبي المعنية بالسياسة الخارجية، كاثرين أشتون، أن من المرجح أن تعتمد على صياغة القرار. وفي نهاية أغسطس، أبلغ وزير الدفاع الإسرائيلي إيهود باراك أشتون بأن إسرائيل تسعى إلى التأثير في الصياغة: «من الأهمية بمكان أن يتوصل جميع الأطراف الفاعلة إلى نص يشدد على العودة السريعة إلى المفاوضات، بدون بذل جهد لفرض شروط مسبقة على الجانبين».
كما ركزت جهود كل من إسرائيل والولايات المتحدة على الضغط على القيادة الفلسطينية للتخلي عن خططها والعودة إلى المفاوضات. في الولايات المتحدة، أقر الكونغرس مشروع قانون يندد بالمبادرة ودعا إدارة الرئيس أوباما إلى استخدام حق النقض ضد أي قرار يعترف بدولة فلسطينية معلنة خارج اتفاق يتفاوض بشأنه الطرفان. وصدر مشروع قانون مماثل في مجلس الشيوخ، الذي هدد أيضا بسحب المعونة إلى الضفة الغربية. وفي أواخر أغسطس، قُدم مشروع قانون آخر للكونغرس يقترح وقف تمويل حكومة الولايات المتحدة لأي كيان من كيانات الأمم المتحدة التي تدعم منح فلسطين وضعاً عالياً. وووجّه العديد من كبار المسؤولين في الولايات المتحدة، بمن فيهم السفيرة لدى الأمم المتحدة سوزان رايس والقنصل العام في القدس دانيل روبنشتاين تهديداتٍ مماثلة. وفي الشهر نفسه، أفيد بأن وزارة المالية الإسرائيلية تحجب مدفوعاتها الشهرية للسلطة الفلسطينية. حذر وزير الخارجية أفيغدور ليبرمان من أنه إذا اتخذ الفلسطينيون إجراءات أحادية في الأمم المتحدة، فإنهم سينتهكون اتفاقيات أوسلو، ولن تعتبر إسرائيل نفسها ملزمة بها. كما أوصى بقطع جميع الروابط مع السلطة الفلسطينية.

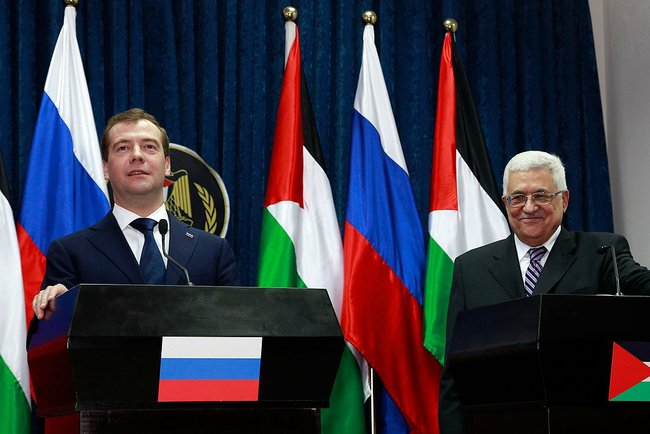
أكد رئيس روسيا السابق، دميتري ميدفيديف، دعمه لدولة فلسطين في يناير 2011.

في 11 يوليو 2011، اجتمعت الرباعية لمناقشة العودة إلى المفاوضات، لكن الاجتماع لم يسفر عن نتيجة. وادعى الرئيس محمود عباس أنه سيقوم بتعليق العرض والعودة إلى المفاوضات إذا وافق الإسرائيليون على حدود عام 1967 وتوقفوا عن توسيع المستوطنات في الضفة الغربية.
شهدت حملة السلطة الفلسطينية مستوًى متزايدًا من الدعم في مجال الأنشطة الشعبية. وبدأت شركة آفاز بتقديم عريضة على الإنترنت يحث جميع أعضاء الأمم المتحدة على الموافقة على تقديم عطاء لقبول فلسطين؛ وأفيد أنها حصلت على 500,000 توقيعًا إلكترونيًّا في أيامها الأربعة الأولى. أطلقت حركة الصوت الواحد حملة وطنية بالشراكة مع وكالات الأنباء المحلية لكسب مشاركة ودعم المواطنين الفلسطينيين. في الخارج، تم إطلاق حملات في العديد من البلدان، داعية حكوماتهم إلى التصويت بـ «نعم» في القرار. وفي 7 سبتمبر، نظمت مجموعة من النشطاء الفلسطينيين تحت شعار «فلسطين: الدولة رقم 194» مظاهرة خارج مكتب الأمم المتحدة في رام الله. وخلال المظاهرة، قدموا إلى المكتب رسالة إلى الأمين العام بان كي مون، يحثونه فيها على «بذل كل جهد لتحقيق المطالب العادلة للشعب الفلسطيني». وفي اليوم التالي، قال بان للصحفيين: «أنا أؤيد... الدولة الفلسطينية، دولة فلسطين المستقلة وذات السيادة، كان يجب أن تكون كذلك منذ فترة طويلة»، لكنه قال أيضًا «الاعتراف بالدولة أمر يجب أن تحدده الدول الأعضاء».
وقد أعربت أجهزة أخرى تابعة للأمم المتحدة في السابق عن استعدادها لرؤية دولة فلسطينية. وفي أبريل 2011م، أصدر منسق الأمم المتحدة لعملية السلام في الشرق الأوسط تقريرًا عن التقدم الذي أحرزته السلطة الفلسطينية في بناء الدولة، ووصف «جوانب إدارتها بأنها كافية لدولة مستقلة». وردد تقييما مماثلًا نُشر الأسبوع الذي قبله صندوق النقد الدولي. وقد أصدر البنك الدولي تقريرًا في سبتمبر 2010 وجد فيه أن السلطة الفلسطينية «في وضع يؤهلها لإنشاء دولة» في أي وقت من الأوقات في المستقبل القريب. بيد أن التقرير أبرز أنه ما لم يتم حفز نمو القطاع الخاص في الاقتصاد الفلسطيني، فإن الدولة الفلسطينية ستظل معتمدة على الجهات المانحة.
وفي يوم 10 مايو 2024 بعد اجتماع الجمعية العامة للأمم المتحدة وبتصويت 143 دولة اُعتمد القرار باعتبار فلسطين دولة كاملة العضوية في الأمم المتحدة. الدول الممتنعة عنِ التصويت 25 دولة وَهيَ ألبانيا وَالنمسا وَبلغاريا وَكندا وَكرواتيا وَفيجي وَفنلندا وَجورجيا وَألمانيا وَإيطاليا وَلاتفيا وَليتوانيا وَمالاوي وَجزر مارشال وَموناكو وَهولندا وَمقدونيا الشماليّة وَباراغواي وَمولدوفا وَرومانيا وَالسويد وَسويسرا وَأوكرانيا وَالمملكة المتحدة وَفانواتو، بينما الدول التي عَارضت القَرار 9 دول وَهيَ كل مِن الأرجنتين وَالتشيك وَالمجر وَإسرائيل وَميكرونيسيا وَناورو وَبالاو وَبابوا غينيا الجديدة وَالولايات المتحدة الأمريكيّة.
| تصويت مجلس الأمن التابع للأمم المتحدة على توصية للجمعية العامة للأمم المتحدة بقبول عضوية دولة فلسطين في الأمم المتحدة التاريخ: 18 أبريل 2024 | تصويت مجلس الأمن التابع للأمم المتحدة على توصية للجمعية العامة للأمم المتحدة بقبول عضوية دولة فلسطين في الأمم المتحدة التاريخ: 18 أبريل 2024 | تصويت مجلس الأمن التابع للأمم المتحدة على توصية للجمعية العامة للأمم المتحدة بقبول عضوية دولة فلسطين في الأمم المتحدة التاريخ: 18 أبريل 2024 |
| مؤيد (12) | ممتنع (2) | معارض (1) |
| --- | --- | --- |
| الجزائرD، الصين، الإكوادور، فرنسا، غيانا، اليابان، مالطاP، موزمبيق، روسيا، سيراليون، سلوفينيا، كوريا الجنوبية                                | سويسرا، المملكة المتحدة | الولايات المتحدةV |

ملاحظة
غليظ: يشير إلى الأعضاء الدائمين في مجلس الأمن التابع للأمم المتحدة (UNSC).

P: تتولت مالطا رئاسة مجلس الأمن التابع للأمم المتحدة عند إجراء التصويت.

D: قامت الجزائر بتقديم مشروع القرار قيد الدراسة.

V: بصفتها عضواً دائماً في مجلس الأمن، استخدمت الولايات المتحدة حق النقض (الفيتو)، مما حال دون تبني المجلس للمقترح.

### وضع دولة مراقب غير عضو

نتائج التصويت على وضع مراقب في الأمم المتحدة:

في سبتمبر 2012، قررت فلسطين الاستمرار في رفع مستوى وضعها من «كيان مراقب» إلى «دولة مراقب غير عضو». وفي 27 نوفمبر من السنة نفسها، أعلن أن الطلب قد قُدم رسميا، وأنه سيُطرح للتصويت في الجمعية العامة في 29 نوفمبر، حيث من المتوقع أن تلقى ترقيتها الدعم من أغلبية الدول. وبالإضافة إلى منح فلسطين «مركز دولة غير عضو لها صفة المراقب»، يعرب مشروع القرار«عن أمله في أن ينظر مجلس الأمن على نحو إيجابي في الطلب الذي قدمته دولة فلسطين في 23 سبتمبر 2011 لقبولها عضواً كاملا في الأمم المتحدة، ويؤيد الحل القائم على وجود دولتين على أساس حدود ما قبل عام 1967، ويشدد على ضرورة الاستئناف الفوري للمفاوضات بين الطرفين».
وفي يوم الخميس، 29 نوفمبر 2012، بأغلبية 138 صوتًا مقابل 9 أصوات (مع امتناع 41 عضواً عن التصويت)، اتخذت الجمعية العامة القرار 67/19 الذي يمنح فلسطين مركز «الدولة المراقبة غير العضو» في الأمم المتحدة. الحالة الجديدة تساوي فلسطين مع حالة الكرسي الرسولي. ووصفت صحيفة الإندبندنت التغيير في الوضع بأنه «اعتراف بحكم الواقع بدولة فلسطين ذات السيادة». صوتت كندا والجمهورية التشيكية وإسرائيل وجزر مارشال وولايات ميكرونيزيا الموحدة وناورو وبالاو وبنما والولايات المتحدة الأمريكية بـ «لا».
ويمثل التصويت معيارًا هامًا لدولة فلسطين ومواطنيها المعترف بها جزئيا، في حين أنه نكسة دبلوماسية لإسرائيل والولايات المتحدة. الحالة بصفتها دولة مراقبة في الأمم المتحدة ستسمح لدولة فلسطين بالانضمام إلى المعاهدات ووكالات الأمم المتحدة المتخصصة، ومعاهدة قانون البحار، والمحكمة الجنائية الدولية. وستسمح لفلسطين بالسعي إلى الحصول على الحقوق القانونية في مياهها الإقليمية وحيزها الجوي كدولة ذات سيادة تعترف بها الأمم المتحدة، والسماح للشعب الفلسطيني برفع دعوى بشأن السيادة على أراضيه في محكمة العدل الدولية، وإدراج تهم «الجرائم ضد الإنسانية» وجرائم الحرب، بما في ذلك احتلال إقليم دولة فلسطين على نحو غير مشروع، ضد إسرائيل في المحكمة الجنائية الدولية.
وبعد اعتماد القرار، سمحت الأمم المتحدة لفلسطين بمنح مكتبها التمثيلي للأمم المتحدة لقب «بعثة المراقبة الدائمة لدولة فلسطين لدى الأمم المتحدة»، والتي يعتبرها الكثيرون انعكاسًا لموقف الأمر الواقع من الأمم المتحدة الاعتراف بسيادة دولة فلسطين بموجب القانون الدولي، وبدأت فلسطين في إعادة تسمية اسمها على الطوابع البريدية والوثائق الرسمية وجوازات السفر. وقد أوعزت السلطات الفلسطينية أيضا إلى دبلوماسييها بتمثيل «دولة فلسطين» رسمياً وليس «السلطة الوطنية الفلسطينية».
وبالإضافة إلى ذلك، قرر رئيس المراسم في الأمم المتحدة يوتشول يون، في 17 ديسمبر 2012، أن «تستخدم الأمانة تسمية «دولة فلسطين» في جميع وثائق الأمم المتحدة الرسمية»، معترفة بـ«دولة فلسطين» بوصفها الاسم الرسمي للأمة الفلسطينية.
في يوم الخميس 26 سبتمبر 2013 في الأمم المتحدة، أُعطي محمود عباس الحق في الجلوس في مقعد الجمعية العامة المخصص لرؤساء الدول الذين ينتظرون أن يأخذوا المنصة ومخاطبة الجمعية العامة.

## قائمة الدول

### الاعتراف الدبلوماسي

#### الدول الأعضاء في الأمم المتحدة
من بين الدول الأعضاء في الأمم المتحدة 193 دولة، اعترفت 147 دولة من أصل 193 دولة عضو في الأمم المتحدة بدولة فلسطين.
|  | يُشير اللون الأخضر للدول التي تقيم علاقات دبلوماسية مع دولـة فلسطيـن.  |
|  | يُشير اللون الأحمر للدول التي لا تقيم علاقات دبلوماسية مع دولة فلسطين. |

|     | الاسم                       | تاريخ الاعتراف | علاقات دبلوماسية | العضوية ذات الصلة، تفاصيل أخرى |
| --- | --------------------------- | -------------- | ---------------- | --- |
| 1   | الجزائر                     | 15 نوفمبر 1988 | نعم              | جامعة الدول العربية، منظمة التعاون الإسلامي، الاتحاد الإفريقي؛ العلاقات الجزائرية الفلسطينية |
| 2   | البحرين                     | 15 نوفمبر 1988 | نعم              | جامعة الدول العربية، منظمة التعاون الإسلامي، مجلس التعاون الخليجي؛ العلاقات البحرينية الفلسطينية تفاصيل أكثر قُدّم الاعتراف من قِبل دولة البحرين. |
| 3   | إندونيسيا                   | 15 نوفمبر 1988 | نعم              | منظمة التعاون الإسلامي، أسيان، بريكس، مجموعة العشرين؛ العلاقات الإندونيسية الفلسطينية |
| 4   | العراق                      | 15 نوفمبر 1988 | نعم              | جامعة الدول العربية، منظمة التعاون الإسلامي؛ العلاقات العراقية الفلسطينية |
| 5   | الكويت                      | 15 نوفمبر 1988 | نعم              | جامعة الدول العربية، منظمة التعاون الإسلامي، مجلس التعاون الخليجي؛ العلاقات الكويتية الفلسطينية |
| 6   | ليبيا                       | 15 نوفمبر 1988 | نعم              | جامعة الدول العربية منظمة التعاون الإسلامي، الاتحاد الإفريقي؛ العلاقات الليبية الفلسطينية |
| 7   | ماليزيا                     | 15 نوفمبر 1988 | نعم              | منظمة التعاون الإسلامي، أسيان؛ العلاقات الماليزية الفلسطينية |
| 8   | موريتانيا                   | 15 نوفمبر 1988 | نعم              | جامعة الدول العربية، منظمة التعاون الإسلامي، الاتحاد الإفريقي؛ العلاقات الفلسطينية الموريتانية |
| 9   | المغرب                      | 15 نوفمبر 1988 | نعم              | جامعة الدول العربية، منظمة التعاون الإسلامي، الاتحاد الإفريقي؛ العلاقات المغربية الفلسطينية |
| 10  | الصومال                     | 15 نوفمبر 1988 | نعم              | جامعة الدول العربية، منظمة التعاون الإسلامي، الاتحاد الإفريقي؛ العلاقات الصومالية الفلسطينية |
| 11  | تونس                        | 15 نوفمبر 1988 | نعم              | جامعة الدول العربية، منظمة التعاون الإسلامي، الاتحاد الإفريقي؛ العلاقات التونسية الفلسطينية |
| 12  | تركيا                       | 15 نوفمبر 1988 | نعم              | منظمة التعاون الإسلامي، الناتو، مجموعة العشرين، منظمة الدول التركية؛ العلاقات التركية الفلسطينية |
| 13  | اليمن                       | 15 نوفمبر 1988 | نعم              | جامعة الدول العربية، منظمة التعاون الإسلامي؛ العلاقات اليمنية الفلسطينية تفاصيل أخرى اُعترف من قِبَل كلٍّ من جمهورية اليمن الديمقراطية الشعبية والجمهورية العربية اليمنية، قبل الوحدة اليمنية. في رسالة مشتركة إلى الأمين العام للأمم المتحدة أُرسلت قبل الوحدة مباشرة، ذكر وزيرا خارجية اليمن الشمالي والجنوبي أنّ «جميع المعاهدات والاتفاقيات المبرمة بين الجمهورية العربية اليمنية أو جمهورية اليمن الديمقراطية الشعبية والدول والمنظمات الدولية ستبقى سارية وفقًا للقانون الدولي الساري في 22 مايو 1990، وستستمر العلاقات الدولية القائمة في 22 مايو 1990 بين جمهورية اليمن الديمقراطية الشعبية والجمهورية العربية اليمنية والدول الأخرى» |
| 14  | أفغانستان                   | 16 نوفمبر 1988 | نعم              | منظمة التعاون الإسلامي، رابطة جنوب آسيا للتعاون الإقليمي؛ العلاقات الأفغانية الفلسطينية تفاصيل أخرى قُدّم الاعتراف من قبل جمهورية أفغانستان. |
| 15  | بنغلاديش                    | 16 نوفمبر 1988 | نعم              | منظمة التعاون الإسلامي، رابطة جنوب آسيا للتعاون الإقليمي؛ العلاقات البنغالية الفلسطينية |
| 16  | كوبا                        | 16 نوفمبر 1988 | نعم              | العلاقات الكوبية الفلسطينية |
| 17  | الأردن                      | 16 نوفمبر 1988 | نعم              | جامعة الدول العربية، منظمة التعاون الإسلامي؛ العلاقات الأردنية الفلسطينية |
| 18  | مدغشقر                      | 16 نوفمبر 1988 | لا               | الاتحاد الإفريقي تفاصيل أخرى قُدّم الاعتراف من قبل جمهورية مدغشقر الديمقراطية. |
| 19  | نيكاراغوا                   | 16 نوفمبر 1988 | نعم              | — |
| 20  | باكستان                     | 16 نوفمبر 1988 | نعم              | منظمة التعاون الإسلامي، رابطة جنوب آسيا للتعاون الإقليمي؛ العلاقات الباكستانية الفلسطينية |
| 21  | قطر                         | 16 نوفمبر 1988 | نعم              | جامعة الدول العربية، منظمة التعاون الإسلامي، مجلس التعاون الخليجي؛ العلاقات القطرية الفلسطينية |
| 22  | السعودية                    | 16 نوفمبر 1988 | نعم              | جامعة الدول العربية، منظمة التعاون الإسلامي، مجلس التعاون الخليجي، مجموعة العشرين؛ العلاقات السعودية الفلسطينية |
| 23  | الإمارات                    | 16 نوفمبر 1988 | نعم              | جامعة الدول العربية، منظمة التعاون الإسلامي، مجلس التعاون الخليجي، بريكس؛ العلاقات الإماراتية الفلسطينية |
| 24  | صربيا                       | 16 نوفمبر 1988 | نعم              | العلاقات الصربية الفلسطينية تفاصيل أخرى قُدّم الاعتراف من قِبل يوغوسلافيا. |
| 25  | زامبيا                      | 16 نوفمبر 1988 | نعم              | الاتحاد الإفريقي |
| 26  | ألبانيا                     | 17 نوفمبر 1988 | نعم              | الناتو، منظمة التعاون الإسلامي؛ العلاقات الألبانية الفلسطينية تفاصيل أخرى قُدّم الاعتراف من قبل جمهورية ألبانيا الشعبية الاشتراكية. |
| 27  | بروناي                      | 17 نوفمبر 1988 | نعم              | أسيان، منظمة التعاون الإسلامي؛ العلاقات البروناوية الفلسطينية |
| 28  | جيبوتي                      | 17 نوفمبر 1988 | نعم              | جامعة الدول العربية، منظمة التعاون الإسلامي، الاتحاد الإفريقي؛ العلاقات الجيبوتية الفلسطينية |
| 29  | موريشيوس                    | 17 نوفمبر 1988 | نعم              | الاتحاد الإفريقي تفاصيل أخرى قُدّم الاعتراف من قِبل موريشيوس التابعة لعالم الكومنولث |
| 30  | السودان                     | 17 نوفمبر 1988 | نعم              | جامعة الدول العربية، منظمة التعاون الإسلامي، الاتحاد الإفريقي؛ العلاقات السودانية الفلسطينية |
| 31  | قبرص                        | 18 نوفمبر 1988 | نعم              | الاتحاد الأوروبي؛ العلاقات القبرصية الفلسطينية تفاصيل أخرى في يناير 2011، أكّدت الحكومة القبرصية اعترافها بالدولة الفلسطينية لعام 1988، وأضافت أنها لن تعترف بأيّ تغييرات لحدود ما بعد عام 1967 حتى تصل الدولتين إلى حلّ. |
| 32  | الجمهورية التشيكية          | 18 نوفمبر 1988 | نعم              | الاتحاد الأوروبي، الناتو؛ العلاقات الفلسطينية التشيكية تفاصيل أخرى قُدّم الاعتراف من قِبَل جمهورية تشيكوسلوفاكيا الاشتراكية. بعد تفكك تشيكوسلوفاكيا، احتفظت كل من جمهورية التشيك وسلوفاكيا بالعلاقات. |
| 33  | سلوفاكيا                    | 18 نوفمبر 1988 | نعم              | الاتحاد الأوروبي، الناتو؛ العلاقات السلوفاكية الفلسطينية تفاصيل أخرى قُدّم الاعتراف من قِبَل جمهورية تشيكوسلوفاكيا الاشتراكية. بعد تفكك تشيكوسلوفاكيا، احتفظت كل من جمهورية التشيك وسلوفاكيا بالعلاقات. |
| 34  | مصر                         | 18 نوفمبر 1988 | نعم              | جامعة الدول العربية، منظمة التعاون الإسلامي، الاتحاد الإفريقي، بريكس؛ العلاقات المصرية الفلسطينية |
| 35  | غامبيا                      | 18 نوفمبر 1988 | نعم              | منظمة التعاون الإسلامي، الاتحاد الإفريقي |
| 36  | الهند                       | 18 نوفمبر 1988 | نعم              | بريكس، مجموعة العشرين، رابطة جنوب آسيا للتعاون الإقليمي؛ العلاقات الهندية الفلسطينية |
| 37  | نيجيريا                     | 18 نوفمبر 1988 | نعم              | منظمة التعاون الإسلامي، الاتحاد الإفريقي؛ العلاقات النيجيرية الفلسطينية |
| 38  | سيشل                        | 18 نوفمبر 1988 | نعم              | الاتحاد الإفريقي |
| 39  | سريلانكا                    | 18 نوفمبر 1988 | نعم              | رابطة جنوب آسيا للتعاون الإقليمي؛ العلاقات السريلانكية الفلسطينية |
| 40  | ناميبيا                     | 19 نوفمبر 1988 | نعم              | الاتحاد الإفريقي؛ العلاقات الفلسطينية الناميبية تفاصيل أخرى تأسست نامبيا على يد سوابو والتي اعترفت بالدولة الفلسطينية أثناء فترتها كعضو مراقب في الأُمم المتحدة. |
| 41  | روسيا                       | 19 نوفمبر 1988 | نعم              | بريكس، مجموعة العشرين، منظمة معاهدة الأمن الجماعي، مجلس الأمن التابع للأمم المتحدة (مؤقت)؛ العلاقات الروسية الفلسطينية تفاصيل أخرى قُدّم الاعتراف من قِبل الاتحاد السوفيتي. أعاد الرئيس دميتري ميدفيديف تأكيد الموقف في يناير 2011. |
| 42  | بيلاروسيا                   | 19 نوفمبر 1988 | نعم              | منظمة معاهدة الأمن الجماعي؛ العلاقات البيلاروسية الفلسطينية تفاصيل أخرى قُدّم الاعتراف من قِبل جمهورية بيلاروس الاشتراكية السوفيتية. |
| 43  | أوكرانيا                    | 19 نوفمبر 1988 | نعم              | العلاقات الأوكرانية الفلسطينية تفاصيل أخرى قُدّم الاعتراف من قِبل جمهورية أوكرانيا الاشتراكية السوفيتية. |
| 44  | فيتنام                      | 19 نوفمبر 1988 | نعم              | أسيان؛ العلاقات الفيتنامية الفلسطينية |
| 45  | الصين                       | 20 نوفمبر 1988 | نعم              | بريكس، مجموعة العشرين، مجلس الأمن التابع للأمم المتحدة (مؤقت)؛ العلاقات الصينية الفلسطينية |
| 46  | بوركينا فاسو                | 21 نوفمبر 1988 | نعم              | الاتحاد الإفريقي، منظمة التعاون الإسلامي؛ العلاقات البوركينابية الفلسطينية |
| 47  | جزر القمر                   | 21 نوفمبر 1988 | نعم              | جامعة الدول العربية، منظمة التعاون الإسلامي، الاتحاد الإفريقي؛ العلاقات القمرية الفلسطينية |
| 48  | غينيا                       | 21 نوفمبر 1988 | نعم              | منظمة التعاون الإسلامي، الاتحاد الإفريقي |
| 49  | غينيا بيساو                 | 21 نوفمبر 1988 | نعم              | منظمة التعاون الإسلامي، الاتحاد الإفريقي |
| 50  | كمبوديا                     | 21 نوفمبر 1988 | نعم              | أسيان تفاصيل أخرى قُدّم الاعتراف من جمهورية كمبوتشيا الشعبية. |
| 51  | مالي                        | 21 نوفمبر 1988 | نعم              | منظمة التعاون الإسلامي، الاتحاد الإفريقي |
| 52  | منغوليا                     | 22 نوفمبر 1988 | نعم              | — تفاصيل أخرى قُدّم الاعتراف من قِبل جمهورية منغوليا الشعبية |
| 53  | السنغال                     | 22 نوفمبر 1988 | نعم              | منظمة التعاون الإسلامي، الاتحاد الإفريقي |
| 54  | المجر                       | 23 نوفمبر 1988 | نعم              | الاتحاد الأوروبي، الناتو؛ العلاقات المجرية الفلسطينية تفاصيل أخرى قُدّم الاعتراف من قِبل جمهورية المجر الشعبية. |
| 55  | الرأس الأخضر                | 24 نوفمبر 1988 | نعم              | الاتحاد الإفريقي |
| 56  | كوريا الشمالية              | 24 نوفمبر 1988 | نعم              | العلاقات الكورية شمالية-الفلسطينية |
| 57  | النيجر                      | 24 نوفمبر 1988 | نعم              | منظمة التعاون الإسلامي، الاتحاد الإفريقي |
| 58  | رومانيا                     | 24 نوفمبر 1988 | نعم              | الاتحاد الأوروبي، الناتو؛ العلاقات الرومانية الفلسطينية تفاصيل أخرى قُدّم الاعتراف من قِبل جمهورية رومانيا الاشتراكية. |
| 59  | تنزانيا                     | 24 نوفمبر 1988 | نعم              | الاتحاد الإفريقي؛ العلاقات التنزانية الفلسطينية |
| 60  | بلغاريا                     | 25 نوفمبر 1988 | نعم              | الاتحاد الأوروبي، الناتو؛ العلاقات البلغارية الفلسطينية تفاصيل أخرى قُدّم الاعتراف من قبل جمهورية بلغاريا الشعبية. |
| 61  | جزر المالديف                | 28 نوفمبر 1988 | نعم              | منظمة التعاون الإسلامي، رابطة جنوب آسيا للتعاون الإقليمي؛ العلاقات المالديفية الفلسطينية |
| 62  | غانا                        | 29 نوفمبر 1988 | نعم              | الاتحاد الإفريقي |
| 63  | توغو                        | 29 نوفمبر 1988 | نعم              | منظمة التعاون الإسلامي، الاتحاد الإفريقي |
| 64  | زيمبابوي                    | 29 نوفمبر 1988 | نعم              | الاتحاد الإفريقي؛ العلاقات الزيمبابوية الفلسطينية |
| 65  | تشاد                        | 1 ديسمبر 1988  | نعم              | منظمة التعاون الإسلامي، الاتحاد الإفريقي |
| 66  | لاوس                        | 2 ديسمبر 1988  | نعم              | أسيان |
| 67  | سيراليون                    | 3 ديسمبر 1988  | نعم              | منظمة التعاون الإسلامي، الاتحاد الإفريقي |
| 68  | أوغندا                      | 3 ديسمبر 1988  | نعم              | منظمة التعاون الإسلامي، الاتحاد الإفريقي؛ العلاقات الأوغندية الفلسطينية |
| 69  | جمهورية الكونغو             | 5 ديسمبر 1988  | نعم              | الاتحاد الإفريقي تفاصيل أخرى قُدّم الاعتراف من قِبل جمهورية الكونغو الشعبية |
| 70  | أنغولا                      | 6 ديسمبر 1988  | نعم              | الاتحاد الإفريقي تفاصيل أخرى قُدّم الاعتراف من قِبل جمهورية أنغولا الشعبية |
| 71  | موزمبيق                     | 8 ديسمبر 1988  | نعم              | منظمة التعاون الإسلامي، الاتحاد الإفريقي تفاصيل أخرى قُدّم الاعتراف من قِبل جمهورية موزمبيق الشعبية |
| 72  | ساو تومي وبرينسيب           | 10 ديسمبر 1988 | نعم              | الاتحاد الإفريقي |
| 73  | الغابون                     | 12 ديسمبر 1988 | نعم              | منظمة التعاون الإسلامي، الاتحاد الإفريقي |
| 74  | عمان                        | 13 ديسمبر 1988 | نعم              | جامعة الدول العربية، مجلس التعاون الخليجي، منظمة التعاون الإسلامي؛ العلاقات العمانية الفلسطينية |
| 75  | بولندا                      | 14 ديسمبر 1988 | نعم              | الاتحاد الأوروبي؛ العلاقات البولندية الفلسطينية تفاصيل أخرى قُدّم الاعتراف من قِبل جمهورية بولندا الشعبية. |
| 76  | جمهورية الكونغو الديمقراطية | 18 ديسمبر 1988 | لا               | الاتحاد الإفريقي تفاصيل أخرى قُدّم الاعتراف من قِبل زائير. |
| 77  | بوتسوانا                    | 19 ديسمبر 1988 | نعم              | الاتحاد الإفريقي |
| 78  | نيبال                       | 19 ديسمبر 1988 | لا               | رابطة جنوب آسيا للتعاون الإقليمي تفاصيل أكثر قُدّم الاعتراف من قِبل مملكة نيبال. |
| 79  | بوروندي                     | 22 ديسمبر 1988 | لا               | الاتحاد الإفريقي |
| 80  | جمهورية أفريقيا الوسطى      | 23 ديسمبر 1988 | لا               | الاتحاد الإفريقي |
| 81  | بوتان                       | 25 ديسمبر 1988 | لا               | رابطة جنوب آسيا للتعاون الإقليمي |
| 82  | رواندا                      | 2 يناير 1989   | لا               | الاتحاد الإفريقي |
| 83  | إثيوبيا                     | 4 فبراير 1989  | نعم              | الاتحاد الإفريقي، بريكس؛ العلاقات الإثيوبية الفلسطينية معلومات أخرى قُدّم الاعتراف من قِبل جمهورية إثيوبيا الشعبية الديمقراطية. |
| 84  | إيران                       | 4 فبراير 1989  | نعم              | منظمة التعاون الإسلامي، بريكس؛ العلاقات الإيرانية الفلسطينية |
| 85  | بنين                        | 12 مايو 1989   | نعم              | منظمة التعاون الإسلامي، الاتحاد الإفريقي |
| 86  | غينيا الاستوائية            | 12 مايو 1989   | نعم              | الاتحاد الإفريقي |
| 87  | كينيا                       | 12 مايو 1989   | نعم              | الاتحاد الإفريقي؛ العلاقات الكينية الفلسطينية |
| 88  | فانواتو                     | 21 أغسطس 1989  | نعم              | مجموعة رأس الحربة الميلانيزية، منتدى جزر المحيط الهادئ |
| 89  | الفلبين                     | سبتمبر 1989    | نعم              | أسيان؛ العلاقات الفلبينية الفلسطينية |
| 90  | إسواتيني                    | 1 يوليو 1991   | نعم              | الاتحاد الإفريقي تفاصيل أكثر قُدّم الاعتراف باسم سوازيلاند. |
| 91  | كازاخستان                   | 6 أبريل 1992   | نعم              | منظمة التعاون الإسلامي، منظمة معاهدة الأمن الجماعي، منظمة الدول التركية؛ العلاقات الكازاخستانية الفلسطينية |
| 92  | أذربيجان                    | 15 أبريل 1992  | نعم              | منظمة التعاون الإسلامي، منظمة الدول التركية؛ العلاقات الأذربيجانية الفلسطينية |
| 93  | تركمانستان                  | 17 أبريل 1992  | نعم              | منظمة التعاون الإسلامي |
| 94  | جورجيا                      | 25 أبريل 1992  | نعم              | العلاقات الجورجية الفلسطينية |
| 95  | البوسنة والهرسك             | 27 مايو 1992   | نعم              | العلاقات البوسنية الفلسطينية تفاصيل أكثر قُدّم الاعتراف من قِبل جمهورية البوسنة والهرسك. |
| 96  | طاجيكستان                   | 2 أبريل 1994   | نعم              | منظمة التعاون الإسلامي، منظمة معاهدة الأمن الجماعي |
| 97  | أوزبكستان                   | 25 سبتمبر 1994 | نعم              | منظمة التعاون الإسلامي، منظمة الدول التركية؛ العلاقات الأوزبكستانية الفلسطينية |
| 98  | بابوا غينيا الجديدة         | 4 أكتوبر 1994  | نعم              | مجموعة رأس الحربة الميلانيزية، منتدى جزر المحيط الهادئ |
| 99  | جنوب أفريقيا                | 15 فبراير 1995 | نعم              | الاتحاد الإفريقي، بريكس، مجموعة العشرين؛ العلاقات الجنوب إفريقية الفلسطينية |
| 100 | قيرغيزستان                  | نوفمبر 1995    | نعم              | منظمة التعاون الإسلامي، منظمة معاهدة الأمن الجماعي، منظمة الدول التركية؛ العلاقات الفلسطينية القرغيزستانية |
| 101 | مالاوي                      | 23 أكتوبر 1998 | نعم              | الاتحاد الإفريقي |
| 102 | تيمور الشرقية               | 1 مارس 2004    | نعم              | العلاقات التيمورية الشرقية الفلسطينية |
| 103 | الباراغواي                  | 25 مارس 2005   | نعم              | ميركوسور، منظمة الدول الأمريكية؛ العلاقات الباراغوايانية الفلسطينية تفاصيل أخرى في 28 يناير 2011، وزير خارجية الباراغواي كتب إعادة تأكيد اعتراف حكومته بالدولة الفلسطينية. وأشار البيان إلى أن بداية العلاقات الدبلوماسية في 2005 تعني الاعتراف المشترك بين الدولتين. |
| 104 | الجبل الأسود                | 24 يوليو 2006  | نعم              | الناتو؛ العلاقات المونتينيغرية الفلسطينية |
| 105 | كوستاريكا                   | 5 فبراير 2008  | نعم              | منظمة الدول الأمريكية؛ العلاقات الفلسطينية الكوستاريكية |
| 106 | لبنان                       | 30 نوفمبر 2008 | نعم              | جامعة الدول العربية، منظمة التعاون الإسلامي؛ العلاقات اللبنانية الفلسطينية تفاصيل أخرى التاريخ المعطى هو تاريخ أول اعتراف رسمي من الجمهورية اللبنانية. في طلب فلسطين إلى اليونسكو في مايو 1989، أُدرِجَ لبنان على أنه اعترف بدولة فلسطين، ولكن بدون تاريخ. قُدّمت القائمة دون اعتراض من لبنان، لكن مصادر لاحقة أظهرت أن الاعتراف الرسمي لم يمنح حتى عام 2008. ووافق مجلس الوزراء اللبانية بإقامة علاقات دبلوماسية مع دولة فلسطين، ولكن لم يحدد موعدًا لذلك. في 11 أغسطس 2011، وافق مجلس الوزراء على تنفيذ قراره السابق، وافتتح عبّاس رسميًا سفارة حكومته في بيروت في 16 أغسطس.                                                                |
| 107 | ساحل العاج                  | 1 ديسمبر 2008  | نعم              | منظمة التعاون الإسلامي، الاتحاد الإفريقي |
| 108 | فنزويلا                     | 27 أبريل 2009  | نعم              | العلاقات الفنزويلية الفلسطينية |
| 109 | جمهورية الدومينيكان         | 15 يوليو 2009  | نعم              | منظمة الدول الأمريكية |
| 110 | البرازيل                    | 1 ديسمبر 2010  | نعم              | بريكس، منظمة الدول الأمريكية، مجموعة العشرين، ميركوسور؛ العلاقات البرازيلية الفلسطينية |
| 111 | الأرجنتين                   | 6 ديسمبر 2010  | نعم              | مجموعة العشرين، ميركوسور، منظمة الدول الأمريكية؛ العلاقات الأرجنتينية الفلسطينية |
| 112 | بوليفيا                     | 17 ديسمبر 2010 | نعم              | ميركوسور، منظمة الدول الأمريكية؛ العلاقات البوليفية الفلسطينية |
| 113 | الإكوادور                   | 24 ديسمبر 2010 | نعم              | منظمة الدول الأمريكية؛ العلاقات الإكوادورية الفلسطينية |
| 114 | تشيلي                       | 7 يناير 2011   | نعم              | منظمة الدول الأمريكية؛ العلاقات التشيلية الفلسطينية |
| 115 | غويانا                      | 13 يناير 2011  | نعم              | منظمة التعاون الإسلامي، الجماعة الكاريبية، منظمة الدول الأمريكية |
| 116 | بيرو                        | 24 يناير 2011  | نعم              | منظمة الدول الأمريكية؛ العلاقات البيروية الفلسطينية |
| 117 | سورينام                     | 26 يناير 2011  | لا               | منظمة التعاون الإسلامي، الجماعة الكاريبية، منظمة الدول الأمريكية |
| 118 | أوروغواي                    | 15 مارس 2011   | نعم              | ميركوسور، منظمة الدول الأمريكية؛ العلاقات الأوروغوايانية الفلسطينية |
| 119 | ليسوتو                      | 3 مايو 2011    | نعم              | الاتحاد الإفريقي |
| 120 | جنوب السودان                | 9 يوليو 2011   | نعم              | الاتحاد الإفريقي |
| 121 | سوريا                       | 18 يوليو 2011  | نعم              | جامعة الدول العربية، منظمة التعاون الإسلامي؛ العلاقات السورية الفلسطينية تفاصيل أخرى قُدِّمَ الاعتراف من قِبَل سوريا إبان حكم حزب البعث |
| 122 | ليبيريا                     | 19 يوليو 2011  | لا               | الاتحاد الإفريقي |
| 123 | السلفادور                   | 25 أغسطس 2011  | نعم              | منظمة الدول الأمريكية؛ العلاقات السلفادورية الفلسطينية |
| 124 | هندوراس                     | 26 أغسطس 2011  | نعم              | منظمة الدول الأمريكية؛ العلاقات الهندوراسية الفلسطينية |
| 125 | سانت فينسنت والغرينادين     | 29 أغسطس 2011  | نعم              | الجماعة الكاريبية، منظمة الدول الأمريكية |
| 126 | بليز                        | 9 سبتمبر 2011  | نعم              | الجماعة الكاريبية، منظمة الدول الأمريكية |
| 127 | دومينيكا                    | 19 سبتمبر 2011 | نعم              | الجماعة الكاريبية، منظمة الدول الأمريكية |
| 128 | أنتيغوا وباربودا            | 22 سبتمبر 2011 | نعم              | الجماعة الكاريبية، منظمة الدول الأمريكية؛ علاقات أنتيغوا وباربودا وفلسطين |
| 129 | غرينادا                     | 25 سبتمبر 2013 | نعم              | الجماعة الكاريبية، منظمة الدول الأمريكية؛ العلاقات الغرينادية الفلسطينية |
| 130 | آيسلندا                     | 15 ديسمبر 2011 | نعم              | الناتو، رابطة التجارة الحرة الأوروبية؛ العلاقات الآيسلندية الفلسطينية |
| 131 | تايلاند                     | 18 يناير 2012  | نعم              | أسيان؛ العلاقات التايلندية الفلسطينية |
| 132 | غواتيمالا                   | 9 أبريل 2013   | لا               | منظمة الدول الأمريكية؛ العلاقات الغواتيمالية الفلسطينية |
| 133 | هايتي                       | 27 سبتمبر 2013 | نعم              | الجماعة الكاريبية، منظمة الدول الأمريكية |
| 134 | السويد                      | 30 أكتوبر 2014 | نعم              | الاتحاد الأوروبي، الناتو؛ العلاقات السويدية الفلسطينية |
| 135 | سانت لوسيا                  | 14 سبتمبر 2015 | نعم              | الجماعة الكاريبية، منظمة الدول الأمريكية |
| 136 | كولومبيا                    | 3 أغسطس 2018   | نعم              | منظمة الدول الأمريكية؛ العلاقات الفلسطينية الكولومبية |
| 137 | سانت كيتس ونيفيس            | 30 يوليو 2019  | نعم              | الجماعة الكاريبية، منظمة الدول الأمريكية |
| 138 | باربادوس                    | 19 أبريل 2024  | نعم              | الجماعة الكاريبية، منظمة الدول الأمريكية؛ العلاقات الباربادوسية الفلسطينية |
| 139 | جامايكا                     | 23 أبريل 2024  | لا               | الجماعة الكاريبية، منظمة الدول الأمريكية |
| 140 | ترينيداد وتوباغو            | 3 مايو 2024    | نعم              | الجماعة الكاريبية، منظمة الدول الأمريكية |
| 141 | جزر البهاما                 | 7 مايو 2024    | لا               | الجماعة الكاريبية، منظمة الدول الأمريكية |
| 142 | إسبانيا                     | 28 مايو 2024   | نعم              | الاتحاد الأوروبي، الناتو؛ العلاقات الإسبانية الفلسطينية |
| 143 | النرويج                     | 28 مايو 2024   | نعم              | رابطة التجارة الحرة الأوروبية، الناتو؛ العلاقات النرويجية الفلسطينية |
| 144 | أيرلندا                     | 28 مايو 2024   | نعم              | الاتحاد الأوروبي؛ العلاقات الإيرلندية الفلسطينية |
| 145 | سلوفينيا                    | 4 يونيو 2024   | نعم              | الاتحاد الأوروبي، الناتو؛ العلاقات السلوفينية الفلسطينية |
| 146 | أرمينيا                     | 21 يونيو 2024  | نعم              | منظمة معاهدة الأمن الجماعي؛ العلاقات الأرمينية الفلسطينية |
| 147 | المكسيك                     | 5 فبراير 2025  | نعم              | مجموعة العشرين، منظمة الدول الأمريكية؛ العلاقات الفلسطينية المكسيكية |

#### دول غير أعضاء في الأمم المتحدة
|   | الاسم                                   | تاريخ الاعتراف | علاقات دبلوماسية | عضويات ذات صلة، تفاصيل أخرى                                                                                                |
| - | --------------------------------------- | -------------- | ---------------- | --- |
| 1 | الجمهورية العربية الصحراوية الديمقراطية | 15 نوفمبر 1988 | لا               | الاتحاد الإفريقي؛ العلاقات الصحراوية الفلسطينية تفاصيل أخرى دولة فلسطين لا تعترف بالجمهورية العربية الصحراوية الديموقراطية |
| 2 | الكرسي الرسولي                          | فبراير 2013    | نعم              | علاقات الكرسي الرسولي وفلسطين                                                                                              |

الاعترافات المجدولة
|   | الاسم      | تاريخ الاعتراف | علاقات دبلوماسية | عضويات ذات صلة، تفاصيل أخرى                                                                                     |
| - | ---------- | -------------- | ---------------- | --- |
| 1 | فرنسا      | سبتمبر 2025    | نعم              | الاتحاد الأوروبي، الناتو، مجموعة السبع، مجموعة العشرين، مجلس الأمن بالأمم المتحدة؛ العلاقات الفرنسية الفلسطينية |
| 2 | مالطا      | سبتمبر 2025    | نعم              | الاتحاد الأوروبي؛ العلاقات الفلسطينية المالطية                                                                  |
| 3 | سان مارينو | 2025           | لا               | |

## وصلات خارجية
- وزارة الخارجية، دولة فلسطين